# A kém, aki a hidegből jött
A kém, aki a hidegből jött vagy A kém utolsó akciója (eredeti cím: The Spy Who Came In from the Cold) 1965-ben bemutatott fekete-fehér brit kémfilm, melynek rendezője és filmproducere Martin Ritt. A forgatókönyvet Paul Dehn és Guy Trosper írta, John le Carré 1963-ban kiadott hasonló című regényéből. A főbb szerepekben Richard Burton, Claire Bloom és Oskar Werner látható. 
Az Amerikai Egyesült Államokban 1965. december 16-án, az Egyesült Királyságban 1966. január 13-án mutatták be. Bevételi és kritikai sikert aratott, valamint számos fontos díjat elnyert. A 20. BAFTA-gálán négy díjat vihetett haza, köztük a legjobb brit filmnek és a legjobb brit színésznek (Burton) járó kitüntetéseket. Burtont a 38. Oscar-gálán legjobb színészként is hasonló kategóriában jelölték a díjra. 
Az Amerikai Filmkritikusok Szövetsége (National Board of Review) az 1966-os év tíz legjobbja közé sorolta.

## Cselekmény
Alec Leamas, az MI6 nyugat-berlini kirendeltségének állomásfőnöke egyre kisebb hatékonysággal végzi munkáját. Egyik emberének halála után visszarendelik Londonba és elbocsátják az ügynökségtől. Valójában ez csak Controlnak, az ügynökség főnökének az alaposan megrendezett színjátéka. A látszólag depresszióba zuhant, megkeseredett és alkoholista Leamas a helyi könyvtár asszisztense lesz. Itt megismerkedik és romantikus viszonyt kezd munkatársával, Nan Perryvel, a Brit Kommunista Párt fiatal és idealista tagjával. Amikor Leamas részegen megtámadja a neki hitelt adni nem akaró boltost, rövid időre börtönbe kerül. A volt ügynök lecsúszása felkelti az NDK Állambiztonsági Minisztériumának (Stasi) figyelmét, mert potenciális disszidenst látnak benne.
Leamast több ügynök is megkeresi, és a Stasi egyre magasabb beosztású hírszerzőivel tud kapcsolatba lépni. A férfi hajlandó pénzért brit államtitkokat átadni. Végül Hollandiába utazik és találkozik egy Peters nevű ügynökkel, de ő úgy véli, a felkínált információk nem bírnak kiemelkedő fontossággal. Egy német vidéki házban Leamas megismerkedik Fiedlerrel, aki a kihallgatója lesz. A brit kém elkezdi titkos küldetését és apránként olyan információkat szivárogtat ki, melyek gyanúba keverik és a britek által fizetett informátorként állítják be Mundtot, az NDK egyik magas rangú hírszerző tisztjét. A bizonyíték nem egyértelmű és bár kompromittáló lehet Mundtra nézve, Leamas folyamatosan azt ismételgeti, tudta nélkül nem lehetett volna egy magas beosztású német ügynök brit kettős ügynök. Fiedler mégis megerősíti Leamas vádjait és önállóan arra a következtetésre jut, Mundt valóban évek óta a briteknek dolgozó áruló.
Mundt váratlanul megérkezik és letartóztattatja az ellene szervezkedő két férfit. Amikor Fiedler elmagyarázz gyanakvásait, Mundt kerül őrizet alá. Egy titkos tárgyalást szerveznek, ahol Leamast is tanúként idézik meg, Fiedler pedig meggyőző vádbeszédet mond Mundt ellen. Annak ügyvédje azonban leleplezi Leamas informátorrá válásának ellentmondásos elemeit és azt sugalmazza, hogy nem valódi disszidens. Leamas szavahihetősége semmisség válik, miután egy hamis indokkal az NDK-ba csalogatott Nant a tárgyalásra viszik és a lány akaratlanul felfedi: a brit hírszerzéstől Leamas jóvoltából nagyobb összegű kifizetéseket kapott. Leamas kelletlenül bevallja, hogy brit ügynök, Mundtot tisztázzák a vádak alól és Fiedlert letartóztatják.
Bár Leamas azt hiszi, elbukta küldetését, éjszaka Mundt Nannel együtt szabadon engedi és szökési tervet ad át nekik. Mint kiderül, Leamas valójában sikerrel járt: Mundt ténylegesen a britek embere és a titkos művelet célpontja mindvégig Fiedler volt. A férfi ugyanis gyanakodni kezdett felettesére, ezért félre kellett állítani. A komplex összeesküvés és az az életveszélyes kockázat, aminek saját felettesei mindvégig kitették őt, sokkolja Leamast. Menekülésük közben elmagyarázza a történéseket a még mindig idealista Nannek. A lány megrója őt, amiért részt vett a csak a munkáját végző Fiedler kiiktatásában. A naiv szavakat hallva Leamas kifakad és önmarcangoló vallomást tesz.
Mégis mit gondolsz, kik a kémek? Erkölcsi filozófusok, akik mindent Isten szavához vagy Marxhoz mérnek? Szó sincs róla. Csak egy rakás nyomorult hitvány gazember, mint én. Kisemberek, iszákosok, eszelősek, papucsférjek, hivatalnokok, akik cowboyosdit játszanak, hogy feldobják a nyomorúságos kis életüket. Gondolod, hogy egy szobában azon tűnődnek, hogy mi a jó és a rossz? Tegnap még megöltem volna Mundtot, mert gonosznak és ellenségnek tartottam. De ma nem. Ma csak gonosz, de a barátom.
Leamas és Nan megérkezik a berlini falhoz, pontos utasításokkal arra vonatkozóan, hol tudnak biztonságban átkelni a falon. A keresőfényeket szándékosan kikapcsolták, a menekülők épp egy létrán másznak át, de ekkor Mundt embere lelövi Nant, elhallgattatva a hadművelet egyetlen civil szemtanúját. Az elborzadt és sokkos állapotban lévő Leamas – bár mindkét oldal ügynökei a gyors átkelésre ösztökélik – visszamászik szerelme holttestéhez, ekkor őt is agyonlövik.

## Szereplők
| Szerep                               | Színész          | Magyar hang        | Magyar hang        |
| Szerep                               | Színész          | 1. szinkron        | 2. szinkron        |
| ------------------------------------ | ---------------- | ------------------ | ------------------ |
| Alec Leamas                          | Richard Burton   | Dörner György      | Vass Gábor         |
| Nan Perry                            | Claire Bloom     | Kisfalvi Krisztina | Hámori Eszter      |
| Fiedler                              | Oskar Werner     | Balázsi Gyula      | Mihályi Győző      |
| Peters                               | Sam Wanamaker    | Várkonyi András    | Végh Péter         |
| Karden elvtárs, védőügyvéd           | George Voskovec  | Izsóf Vilmos       | Szélyes Imre       |
| George Smiley                        | Rupert Davies    | Csurka László      | Várday Zoltán      |
| Control                              | Cyril Cusack     | Szokolay Ottó      | Csuha Lajos        |
| Hans-Dieter Mundt                    | Peter van Eyck   | Felföldi László    | Barbinek Péter     |
| Ashe                                 | Michael Hordern  | Velenczey István   | Melis Gábor        |
| Dick Carlton                         | Robert Hardy     | Rosta Sándor       | Czvetkó Sándor     |
| Mr. Patmore, boltos                  | Bernard Lee      | Szabó Ottó         | Törköly Levente    |
| A törvényszék elnöke                 | Beatrix Lehmann  | Tóth Judit         | Molnár Zsuzsa      |
| idős bíró                            | Esmond Knight    |                    |                    |
| Checkpoint Charlie őr                | Niall MacGinnis  |                    |                    |
| Miss Crail, könyvtárosnő             | Anne Blake       | Felföldi Anikó     | Menszátor Magdolna |
| kapitány                             | Richard Marner   |                    |                    |
| Mr. Zanfrello                        | Warren Mitchell  |                    |                    |
| Mr. Pitt, munkanélküli ügyintéző     | Richard Caldicot | Kardos Gábor       | Kajtár Róbert      |
| Mrs. Zanfrello                       | Nancy Nevinson   |                    |                    |
| Mr. Lofthouse, könyvtári rendszerező | Michael Ripper   | Uri István         |                    |

## A film készítése
Paul Dehn és Guy Trosper forgatókönyve hűen követte John le Carré eredeti regényét. Az egyetlen nagyobb változtatás a női főszereplő átnevezése volt Liz Goldról Nan Perryre.
Carré Trevor Howardot vagy Peter Fincht javasolta Leamas szerepére, de a rendező egyiküket sem tartotta elég nagy húzónévnek a bevételi sikerhez. A szerep kapcsán Burt Lancaster neve is felmerült.

## Fogadtatás

### Kritikai visszhang
A Rotten Tomatoes-on 21 hivatásos filmkritikus értékelését összegezve 86%-on áll.
Bosley Crowther (The New York Times) szerint: „Miután annyi romantikus és valószínűtlen kém- és misztikus filmet láttunk, nagyszerű egy annyira realisztikus és emellett hihető művet látni, mint A kém, aki a hidegből jött”.
A Variety magazin kritikája úgy vélte, „Nagyszerű jelenkori hidegháborús kémdráma, mely az emberi értékek kihangsúlyozásával, a mechanikus kémkedési eszközök teljes mellőzésével és tökéletesen kontrollált mértéktartással ér el erős hatást”.

### Fontosabb díjak és jelölések
| Díj                    | Kategória                                   | Jelölt                                                | Eredmény | Ref.   |
| ---------------------- | ------------------------------------------- | ----------------------------------------------------- | -------- | ------ |
| Oscar-díj              | legjobb férfi főszereplő                    | Richard Burton                                        | Jelölve  | [ 10 ] |
| Oscar-díj              | legjobb látványtervezés (fekete-fehér film) | Hal Pereira, Tambi Larsen, Ted Marshall Josie MacAvin | Jelölve  | [ 10 ] |
| BAFTA-díj              | legjobb film                                | Martin Ritt                                           | Jelölve  | [ 11 ] |
| BAFTA-díj              | legjobb brit film                           | Martin Ritt                                           | Elnyerte | [ 11 ] |
| BAFTA-díj              | legjobb brit színész                        | Richard Burton                                        | Elnyerte | [ 11 ] |
| BAFTA-díj              | legjobb külföldi színész                    | Oskar Werner                                          | Jelölve  | [ 11 ] |
| BAFTA-díj              | legjobb brit díszlet (fekete-fehér film)    | Tambi Larsen                                          | Elnyerte | [ 11 ] |
| BAFTA-díj              | legjobb operatőr (fekete-fehér film)        | Oswald Morris                                         | Elnyerte | [ 11 ] |
| David di Donatello-díj | legjobb külföldi színész                    | Richard Burton                                        | Elnyerte |        |
| Golden Globe-díj       | legjobb férfi mellékszereplő                | Oskar Werner                                          | Elnyerte | [ 12 ] |

## Fordítás
- Ez a szócikk részben vagy egészben  a   The Spy Who Came In from the Cold (film) című angol Wikipédia-szócikk ezen változatának fordításán alapul.  Az eredeti cikk szerkesztőit annak laptörténete sorolja fel. Ez a jelzés csupán a megfogalmazás eredetét és a szerzői jogokat jelzi, nem szolgál a cikkben szereplő információk forrásmegjelöléseként.